# Gran Premio de Gran Bretaña de Motociclismo de 2024
El Gran Premio de Gran Bretaña de Motociclismo de 2024 (oficialmente  Monster Energy British Grand Prix) fue la novena prueba del Campeonato del Mundo de Motociclismo de 2024. Tuvo lugar en el fin de semana del 2 al 4 de agosto de 2024 en el Circuito de Silverstone, situado entre las localidades de Northamptonshire y Buckinghamshire, Gran Bretaña.
La carrera al sprint de MotoGP fue ganada por Enea Bastianini, seguido de Jorge Martín y Aleix Espargaró.
La carrera de MotoGP fue ganada por Enea Bastianini, seguido de Jorge Martín y Francesco Bagnaia. Jake Dixon fue el ganador de la prueba de Moto2, por delante de Arón Canet y Celestino Vietti. La carrera de Moto3 fue ganada por Iván Ortolá, David Alonso fue segundo y Collin Veijer tercero.

## Resultados

### Resultados MotoGP

#### Carrera al sprint
| Pos.    | N.º | Piloto                | Equipo                       | Constructor | Vueltas | Tiempo              | Parrilla | Puntos |
| ------- | --- | --------------------- | ---------------------------- | ----------- | ------- | ------------------- | -------- | ------ |
| 1       | 23  | Enea Bastianini       | Ducati Lenovo Team           | Ducati      | 10      | 19:49.929           | 3        | 12     |
| 2       | 89  | Jorge Martín          | Prima Pramac Racing          | Ducati      | 10      | +1.094              | 4        | 9      |
| 3       | 41  | Aleix Espargaró       | Aprilia Racing               | Aprilia     | 10      | +2.023              | 1        | 7      |
| 4       | 33  | Brad Binder           | Red Bull KTM Factory Racing  | KTM         | 10      | +8.644              | 6        | 6      |
| 5       | 31  | Pedro Acosta          | Red Bull GASGAS Tech3        | KTM         | 10      | +8.777              | 9        | 5      |
| 6       | 73  | Álex Márquez          | Gresini Racing MotoGP        | Ducati      | 10      | +9.043              | 5        | 4      |
| 7       | 43  | Jack Miller           | Red Bull KTM Factory Racing  | KTM         | 10      | +11.504             | 11       | 3      |
| 8       | 12  | Maverick Viñales      | Aprilia Racing               | Aprilia     | 10      | +11.689             | 8        | 2      |
| 9       | 49  | Fabio Di Giannantonio | Pertamina VR46 Racing Team   | Ducati      | 10      | +11.828             | 10       | 1      |
| 10      | 88  | Miguel Oliveira       | Trackhouse Racing MotoGP     | Aprilia     | 10      | +13.328             | 15       |        |
| 11      | 20  | Fabio Quartararo      | Monster Energy Yamaha MotoGP | Yamaha      | 10      | +15.373             | 18       |        |
| 12      | 25  | Raúl Fernández        | Trackhouse Racing MotoGP     | Aprilia     | 10      | +18.234             | 14       |        |
| 13      | 37  | Augusto Fernández     | Red Bull GASGAS Tech3        | KTM         | 10      | +18.326             | 17       |        |
| 14      | 5   | Johann Zarco          | LCR Honda Castrol            | Honda       | 10      | +18.492             | 16       |        |
| 15      | 10  | Luca Marini           | Repsol Honda Team            | Honda       | 10      | +19.050             | 19       |        |
| 16      | 36  | Joan Mir              | Repsol Honda Team            | Honda       | 10      | +19.674             | 20       |        |
| 17      | 30  | Takaaki Nakagami      | LCR Honda Idemitsu           | Honda       | 10      | +29.302             | 21       |        |
| 18      | 87  | Remy Gardner          | Monster Energy Yamaha MotoGP | Yamaha      | 10      | +31.070             | 22       |        |
| Ret     | 93  | Marc Márquez          | Gresini Racing MotoGP        | Ducati      | 9       | Retirado            | 7        |        |
| Ret     | 1   | Francesco Bagnaia     | Ducati Lenovo Team           | Ducati      | 4       | Caída               | 2        |        |
| Ret     | 72  | Marco Bezzecchi       | Pertamina VR46 Racing Team   | Ducati      | 0       | Colisión            | 12       |        |
| Ret     | 21  | Franco Morbidelli     | Prima Pramac Racing          | Ducati      | 0       | Colisión            | 13       |        |
| WD      | 42  | Álex Rins             | Monster Energy Yamaha MotoGP | Yamaha      |         | Retirado del evento |          |        |
| 1.      |     |                       |                              |             |         |                     |          |        |
| Fuente: |     |                       |                              |             |         |                     |          |        |

#### Carrera larga
| Pos.    | N.º | Piloto                | Equipo                       | Constructor | Vueltas | Tiempo              | Parrilla | Puntos |
| ------- | --- | --------------------- | ---------------------------- | ----------- | ------- | ------------------- | -------- | ------ |
| 1       | 23  | Enea Bastianini       | Ducati Lenovo Team           | Ducati      | 20      | 39:51.879           | 3        | 25     |
| 2       | 89  | Jorge Martín          | Prima Pramac Racing          | Ducati      | 20      | +1.931              | 4        | 20     |
| 3       | 1   | Francesco Bagnaia     | Ducati Lenovo Team           | Ducati      | 20      | +5.866              | 2        | 16     |
| 4       | 93  | Marc Márquez          | Gresini Racing MotoGP        | Ducati      | 20      | +6.906              | 7        | 13     |
| 5       | 49  | Fabio Di Giannantonio | Pertamina VR46 Racing Team   | Ducati      | 20      | +7.736              | 10       | 11     |
| 6       | 41  | Aleix Espargaró       | Aprilia Racing               | Aprilia     | 20      | +9.514              | 1        | 10     |
| 7       | 73  | Álex Márquez          | Gresini Racing MotoGP        | Ducati      | 20      | +9.741              | 5        | 9      |
| 8       | 72  | Marco Bezzecchi       | Pertamina VR46 Racing Team   | Ducati      | 20      | +14.016             | 12       | 8      |
| 9       | 31  | Pedro Acosta          | Red Bull GASGAS Tech3        | KTM         | 20      | +16.386             | 9        | 7      |
| 10      | 21  | Franco Morbidelli     | Prima Pramac Racing          | Ducati      | 20      | +23.609             | 13       | 6      |
| 11      | 20  | Fabio Quartararo      | Monster Energy Yamaha MotoGP | Yamaha      | 20      | +24.202             | 18       | 5      |
| 12      | 43  | Jack Miller           | Red Bull KTM Factory Racing  | KTM         | 20      | +25.767             | 11       | 4      |
| 13      | 12  | Maverick Viñales      | Aprilia Racing               | Aprilia     | 20      | +26.751             | 8        | 3      |
| 14      | 5   | Johann Zarco          | LCR Honda Castrol            | Honda       | 20      | +26.953             | 16       | 2      |
| 15      | 30  | Takaaki Nakagami      | LCR Honda Idemitsu           | Honda       | 20      | +37.278             | 21       | 1      |
| 16      | 37  | Augusto Fernández     | Red Bull GASGAS Tech3        | KTM         | 20      | +37.605             | 17       |        |
| 17      | 10  | Luca Marini           | Repsol Honda Team            | Honda       | 20      | +47.507             | 19       |        |
| 18      | 87  | Remy Gardner          | Monster Energy Yamaha MotoGP | Yamaha      | 20      | +59.137             | 22       |        |
| Ret     | 36  | Joan Mir              | Repsol Honda Team            | Honda       | 11      | Retirado            | 20       |        |
| Ret     | 88  | Miguel Oliveira       | Trackhouse Racing MotoGP     | Aprilia     | 0       | Colisión            | 15       |        |
| Ret     | 33  | Brad Binder           | Red Bull KTM Factory Racing  | KTM         | 0       | Fallo técnico       | 6        |        |
| Ret     | 25  | Raúl Fernández        | Trackhouse Racing MotoGP     | Aprilia     | 0       | Colisión            | 14       |        |
| WD      | 42  | Álex Rins             | Monster Energy Yamaha MotoGP | Yamaha      |         | Retirado del evento |          |        |
| 1.      |     |                       |                              |             |         |                     |          |        |
| Fuente: |     |                       |                              |             |         |                     |          |        |

### Resultados Moto2
| Pos.    | N.º | Piloto                  | Constructor | Vueltas | Tiempo    | Parrilla | Puntos |
| ------- | --- | ----------------------- | ----------- | ------- | --------- | -------- | ------ |
| 1       | 96  | Jake Dixon              | Kalex       | 17      | 35:25.147 | 5        | 25     |
| 2       | 44  | Arón Canet              | Kalex       | 17      | +0.177    | 2        | 20     |
| 3       | 13  | Celestino Vietti        | Kalex       | 17      | +7.054    | 4        | 16     |
| 4       | 3   | Sergio García           | Boscoscuro  | 17      | +8.476    | 16       | 13     |
| 5       | 18  | Manuel González         | Kalex       | 17      | +8.718    | 7        | 11     |
| 6       | 15  | Darryn Binder           | Kalex       | 17      | +8.901    | 18       | 10     |
| 7       | 52  | Jeremy Alcoba           | Kalex       | 17      | +10.505   | 17       | 9      |
| 8       | 75  | Albert Arenas           | Kalex       | 17      | +11.689   | 6        | 8      |
| 9       | 21  | Alonso López            | Boscoscuro  | 17      | +12.390   | 10       | 7      |
| 10      | 81  | Senna Agius             | Kalex       | 17      | +13.935   | 20       | 6      |
| 11      | 84  | Zonta van den Goorbergh | Kalex       | 17      | +14.115   | 15       | 5      |
| 12      | 54  | Fermín Aldeguer         | Boscoscuro  | 17      | +14.308   | 11       | 4      |
| 13      | 64  | Bo Bendsneyder          | Kalex       | 17      | +14.942   | 8        | 3      |
| 14      | 79  | Ai Ogura                | Boscoscuro  | 17      | +17.541   | 1        | 2      |
| 15      | 24  | Marcos Ramírez          | Kalex       | 17      | +17.767   | 14       | 1      |
| 16      | 7   | Barry Baltus            | Kalex       | 17      | +22.228   | 19       |        |
| 17      | 32  | Marcel Schrötter        | Kalex       | 17      | +22.302   | 26       |        |
| 18      | 9   | Jorge Navarro           | Forward     | 17      | +25.002   | 29       |        |
| 19      | 71  | Dennis Foggia           | Kalex       | 17      | +29.245   | 25       |        |
| 20      | 28  | Izan Guevara            | Kalex       | 17      | +29.375   | 24       |        |
| 21      | 22  | Ayumu Sasaki            | Kalex       | 17      | +32.702   | 28       |        |
| 22      | 11  | Álex Escrig             | Forward     | 17      | +50.176   | 27       |        |
| 23      | 43  | Xavier Artigas          | Forward     | 17      | +1:11.504 | 31       |        |
| Ret     | 34  | Mario Aji               | Kalex       | 9       | Caída     | 21       |        |
| Ret     | 12  | Filip Salač             | Kalex       | 6       | Retirado  | 22       |        |
| Ret     | 14  | Tony Arbolino           | Kalex       | 6       | Retirado  | 12       |        |
| Ret     | 16  | Joe Roberts             | Kalex       | 6       | Caída     | 9        |        |
| Ret     | 10  | Diogo Moreira           | Kalex       | 5       | Caída     | 3        |        |
| Ret     | 20  | Xavier Cardelús         | Kalex       | 4       | Caída     | 30       |        |
| Ret     | 35  | Somkiat Chantra         | Kalex       | 4       | Caída     | 13       |        |
| Ret     | 5   | Jaume Masiá             | Kalex       | 1       | Caída     | 23       |        |
| Fuente: |     |                         |             |         |           |          |        |

### Resultados Moto3
| Pos.    | N.º | Piloto             | Constructor | Vueltas | Tiempo    | Parrilla | Puntos |
| ------- | --- | ------------------ | ----------- | ------- | --------- | -------- | ------ |
| 1       | 48  | Iván Ortolá        | KTM         | 15      | 32:42.328 | 1        | 25     |
| 2       | 80  | David Alonso       | CFMoto      | 15      | +0.123    | 4        | 20     |
| 3       | 95  | Collin Veijer      | Husqvarna   | 15      | +0.226    | 2        | 16     |
| 4       | 96  | Daniel Holgado     | Gas Gas     | 15      | +0.333    | 8        | 13     |
| 5       | 82  | Stefano Nepa       | KTM         | 15      | +0.397    | 7        | 11     |
| 6       | 6   | Ryusei Yamanaka    | KTM         | 15      | +0.463    | 5        | 10     |
| 7       | 66  | Joel Kelso         | KTM         | 15      | +0.548    | 3        | 9      |
| 8       | 31  | Adrián Fernández   | Honda       | 15      | +1.321    | 12       | 8      |
| 9       | 99  | José Antonio Rueda | KTM         | 15      | +1.431    | 10       | 7      |
| 10      | 24  | Tatsuki Suzuki     | Husqvarna   | 15      | +1.537    | 9        | 6      |
| 11      | 18  | Matteo Bertelle    | Honda       | 15      | +1.614    | 13       | 5      |
| 12      | 64  | David Muñoz        | KTM         | 15      | +12.542   | 21       | 4      |
| 13      | 78  | Joel Esteban       | CFMoto      | 15      | +12.642   | 22       | 3      |
| 14      | 54  | Riccardo Rossi     | KTM         | 15      | +12.747   | 18       | 2      |
| 15      | 10  | Nicola Carraro     | KTM         | 15      | +13.012   | 15       | 1      |
| 16      | 7   | Filippo Farioli    | Honda       | 15      | +13.708   | 16       |        |
| 17      | 12  | Jacob Roulstone    | Gas Gas     | 15      | +23.059   | 6        |        |
| 18      | 22  | David Almansa      | Honda       | 15      | +23.566   | 23       |        |
| 19      | 5   | Tatchakorn Buarsi  | Honda       | 15      | +32.585   | 19       |        |
| 20      | 55  | Noah Dettwiler     | KTM         | 15      | +47.831   | 24       |        |
| 21      | 57  | Danial Shahril     | Honda       | 15      | +52.349   | 25       |        |
| Ret     | 21  | Vicente Pérez      | Honda       | 6       | Retirado  | 20       |        |
| Ret     | 85  | Xabier Zurutuza    | KTM         | 4       | Caída     | 14       |        |
| Ret     | 19  | Scott Ogden        | Honda       | 1       | Colisión  | 17       |        |
| Ret     | 36  | Ángel Piqueras     | Honda       | 1       | Colisión  | 11       |        |
| Fuente: |     |                    |             |         |           |          |        |